# (3206) Wuhan
(3206) Wuhan (1980 VN1) – planetoida z grupy pasa głównego asteroid okrążająca Słońce w ciągu 4,08 lat w średniej odległości 2,55 au. Odkryta 13 listopada 1980 roku.